# Ocularia (owad)
Ocularia – rodzaj chrząszczy z rodziny kózkowatych i podrodziny zgrzypikowych, jedyny z plemienia Oculariini.

## Zasięg występowania
Przedstawiciele tego rodzaju występują w Afryce Subsaharyjskiej.

## Systematyka
Do Ocularia należy 28 gatunków i 2 podrodzaje:

- Podrodzaj: Jossocularia Teocchi, Jiroux & Sudre, 2004
  - Ocularia abyssinica
  - Ocularia undulatofasciata
- Podrodzaj: Ocularia Jordan 1894
  - Ocularia albolineata
  - Ocularia albosignata
  - Ocularia anterufa
  - Ocularia apicalis
  - Ocularia ashantica
  - Ocularia brunnea
  - Ocularia cineracea
  - Ocularia collarti
  - Ocularia decellei
  - Ocularia fasciata
  - Ocularia flavovittata
  - Ocularia grisea
  - Ocularia grisescens
  - Ocularia insularis
  - Ocularia juheli
  - Ocularia marmorata
  - Ocularia mirei
  - Ocularia nigrobasalis
  - Ocularia pointeli
  - Ocularia protati
  - Ocularia quentini
  - Ocularia rotundipennis
  - Ocularia subashantica
  - Ocularia transversefasciata
  - Ocularia vittata
  - Ocularia vittipennis.